# Sint-André
Sint-André is een wijk en badplaats aan de Belgische Kust op de grens van Koksijde en Oostduinkerke.

## Geschiedenis
Door een aantal Engelsen die in Het Zoute verbleven, werd in 1922 de naamloze vennootschap "Sint-André" (of "Saint-André") opgericht. Zij kochten een stuik duinengebied van ongeveer 100 aan de Doornpanne om er een golfterrein in te richten. De Britse architect Harry Colt richtte er een linksbaan in, een golfterrein aan zee. De golfbaan Coxyde, Saint-André-sur-mer werd een gerenommeerde baan, maar toch kon men deze niet rendabel houden. De Engelsen verkochten na enkele jaren het terrein aan een groep West-Vlaamse industriëlen, maar ook zij gingen na een tijd in 1928 in vereffening.
De gronden werden weer te koop aangebonden, maar nu zonder een clausule die de gronden voorbehield voor een golfbaan. De vorige eigenaars kochten het terrein terug met het plan om het te verkavelen en er een villawijk op te richten. Hiertegen kwam protest en er werd weinig van het project verwezenlijkt.
Het gebied kwam in 1947 in handen van de IWVA en werd gebruikt voor de winning van grondwater. Het gebied van de Doornpanne is sinds 1975 een beschermd landschap.
Enkel in het noorden, in de duinen tussen de Koninklijke Baan en het strand, verscheen in de tweede helft van de 20ste eeuw wat bebouwing.

## Bezienswaardigheden
- Het natuurgebied Doornpanne
- De Home Pro Juventute Air et Soleil, een beschermd voormalig kinderhome uit 1939, gebouwd op initiatief van baron Louis Empain
- Hotel-restaurant in bootvorm La Peniche en boothotel Normandië

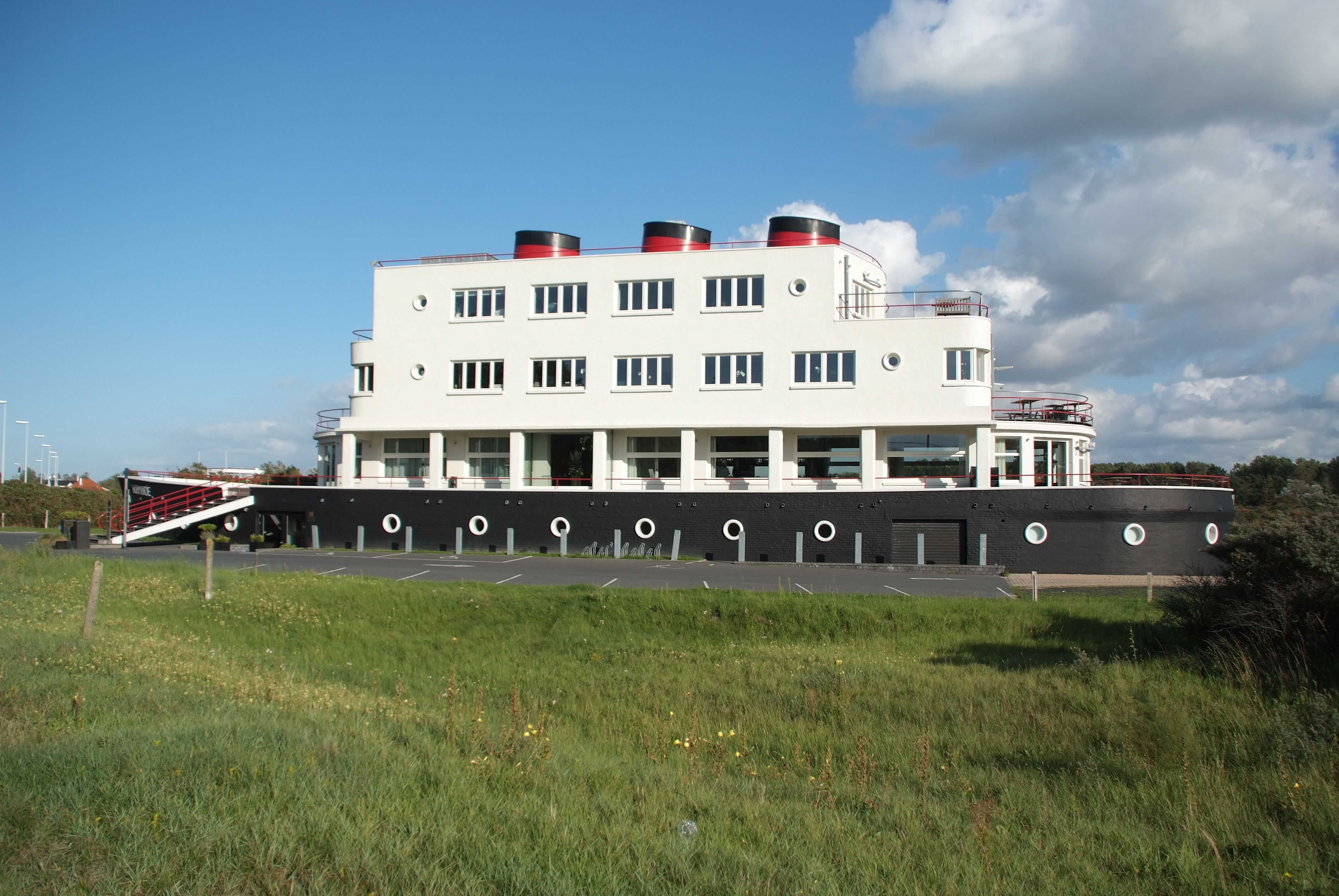
Boothotel Normandië
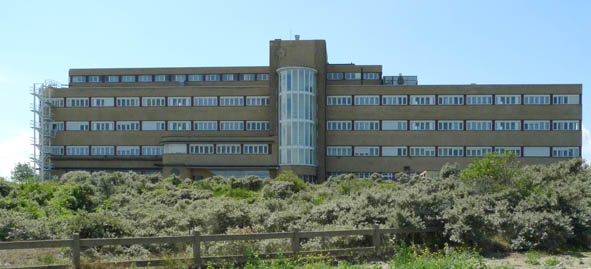
Home Pro Juventute Air et Soleil

## Trivia
Op 12 februari 1989 spoelde een 17 meter lange potvis aan op het strand van Sint-André. De volgende dagen gingen meer dan 100.000 nieuwsgierigen kijken naar de walvis, die Valentijn van Sint-André werd gedoopt. Het kadaver werd begraven, om drie decennia later het skelet te kunnen tentoonstellen.
Deelgemeenten: Koksijde · Oostduinkerke · Wulpen

Overige plaatsen: Groenendijk-Bad · Koksijde-Bad · Oostduinkerke-Bad · Sint-André · Sint-Idesbald

Belgische gemeenten · Arrondissement Veurne · West-Vlaanderen · Vlaanderen